# Sistema de determinação sexual do tipo haplodiplóide

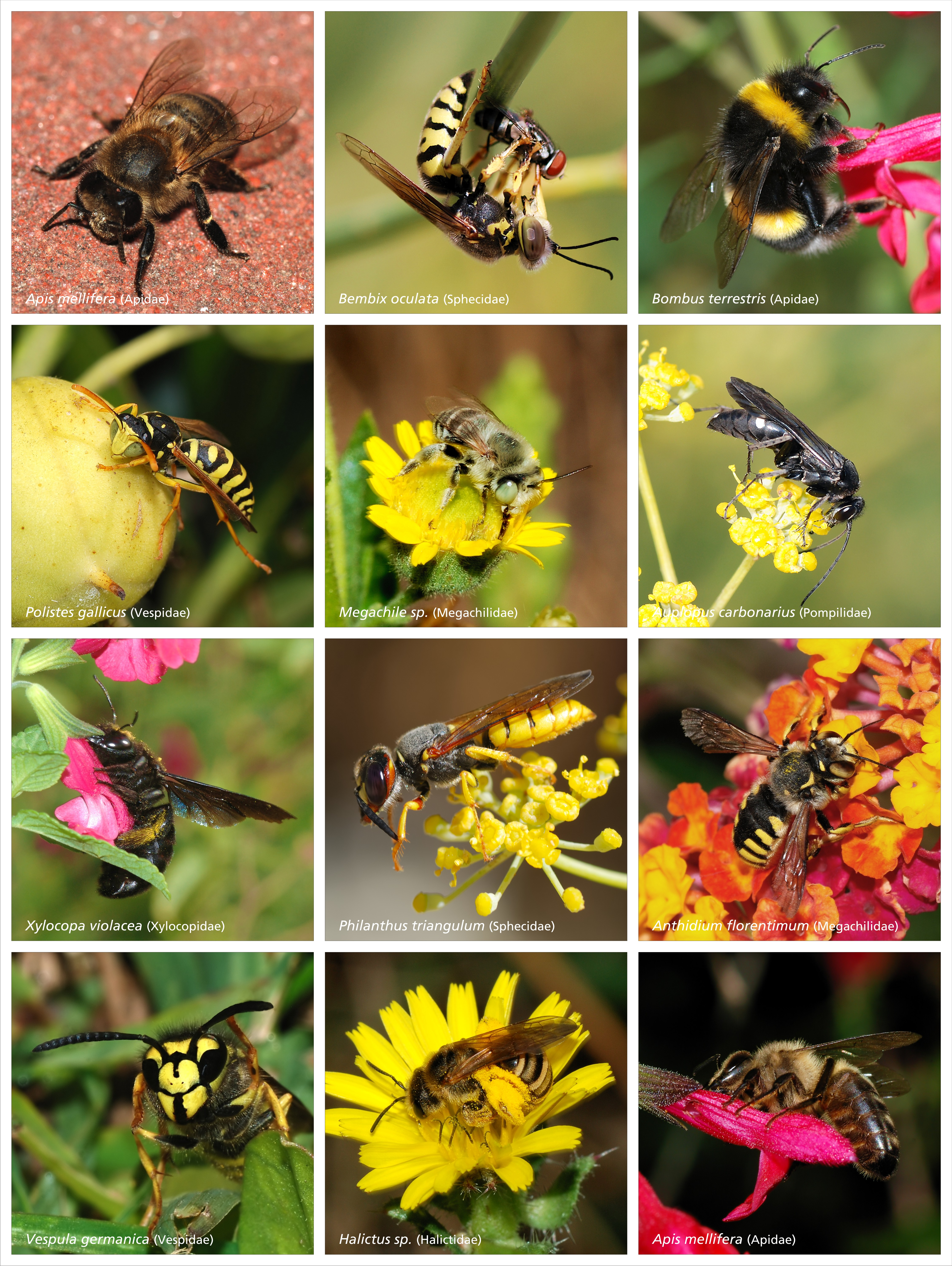
A determinação do sexo por haplodiploidismo é típico das abelhas e vespas

A determinação do sexo por haplodiploidismo é o sistema usado por alguns insectos e outros invertebrados para convívio de seres  o determinar o sexo que terá a descendência, e depende da quantidade de comossomas (ploidia) que o indivíduo possua. Neste sistema, o sexo é determinado por ter um número de cromossomas diploides Os indivíduos haploides são machos e os diploides fêmeas. Os grupos de insectos que utilizam este sistema são muitos himenópteros (abelhas, vespas e formigas) e os coleópteros escolitinos (escaravelhos Scolytinae). A estes acrescente-se os ácaros Tetranychidae, e os rotíferos. A prole formada a partir de um ovo que foi fecundado por um espermatozoide será diploide e desenvolver-se-á como fêmea, e a que se origina a partir dum ovo não fecundado, que se desenvolve por partenogénese, dá origem a indivíduos haploides, que são machos. Portanto, os machos têm metade dos cromossomas das fêmeas e o mesmo número de cromossomas que uma gâmeta.
A determinação do sexo por haplodiploidia apresenta várias peculiaridades. Uma delas é que o macho não tem pai e não pode ter filhos do sexo masculino, mas tem um avô e pode ter netos. O facto de não poder ter filhos machos é que se fecunda a fêmea, originam-se indivíduos diploides que serão filhas. Só as fêmeas podem ter filhos machos.
Acredita-se que a haplodiploidia pode facilitar a evolução da vida social altamente organizada e hierarquicamente dividida em castas (eussocialidade) entre os himenópteros e nalguns outros táxons, embora isto seja uma questão muito debatida.

## Mecanismo
Foram propostos vários mecanismos genéticos para explicar a determinação do sexo haplodiploide. O modelo mais utilizado é o modelo de alelo complementar. De acordo com este modelo, se um individuo é heterozigoto num certo lócus (gene csd), desenvolve-se como fêmea, e se for hemizigoto ou homozigoto para esse determinado lócus desenvolve-se como macho.
Ao terem duas cópias desse gene, os machos diploides seriam inférteis, uma vez que as suas células não poderiam realizar bem a meiose e formar espermatozoides haploides, pelo que os seus espermatozoides seriam diploides e originariam descendência triploide. Como entre os himenópteros as mães e filhos machos compartem os mesmos genes, podem ser especialmente sensíveis à endogamia: A endogamia reduz o número de alelos sexuais diferentes presentes na povoação, aumentando o surgimento de machos diploides (estéreis).
Após o acasalamento, as fêmeas férteis dos Hymenoptera armazenam o esperma que receberam do macho numa cápsula interna chamada espermateca. A fêmea acopulada controla a libertação do esperma armazenado nesse órgão: O ovo será fertilizado se libertar esperma quando passa um ovo pelo oviduto.
As abelhas, vespas e formigas sociais podem modificar a propoção de sexos nas suas colónias para maximizar o grau de parentesco entre os seus membros, e gerar uma forza de trabalho adequada ás necessidades do momento.

## Determinação do sexo nas abelhas
Nas abelhas melíferas os machos derivam em termos genéticos exclusivamente da abelha-mestra ou rainha da colmeia, a sua mãe. A abelha-mestra diploide tem 32 cromossomas e os machos haploides têm 16 cromossomas. As abelhas macho produzem espermatozoides que contêm a totalidade do seu genoma, pelo que todos os espermatozoides são geneticamente idênticos a não ser que se produza alguma mutação esporádica. A dotação genética duma fêmea obreira deriva numa metade da sua mãe, a abelha-mestra, e na outra metade do seu pai, mas a dotação genética dos machos deriva apenas da sua mãe. Deste modo, se a abelha-mestra acopula só com um macho, e compararmos duas filhas quaisquer, estas compartirão uma media de 3/4 dos seus genes. O genoma diploide da abelha-mestra sofreu recombinação genética e as filhas recebem dela cromossomas recombinados, mas as filhas recebem dos seus pais (haploides) cromossomas não recombinados.
Como as fêmeas reprodutoras podem pôr também ovos não fertilizados dos quais se originarão os seus filhos machos, o sistema de determinação sexual haplodiploide aumenta a eficácia biológica (fitness) dos indivíduos devido a uma selecção indirecta. Como a obreira está mais relacionada com as suas irmãs (as outras filhas da mestra) do que com a sua própria possível descendência, o facto de ajudar a sobreviver a descendência da abelha-mestra ajuda a difundir os mesmos genes que a obreira possui mais eficazmente do que se produziria se elas mesmas se reproduzissem.

A obreiras têm vida curta e estão constantemente sendo substituídas por novas gerações, e assim esta seleção de parentesco é possivelmente uma estratégia para assegurar o correcto funcionamento da colmeia. Porém, uma vez que as abelhas mestras acasalam normalmente com dezenas de machos, nem todas as obreiras são irmãs completas (algumas são só irmãs da parte da mãe).

## Graus de parentesco na haplodiploidia
O cálculo do grau de parentesco (relatedness) serve para calcular a força da selecção de parentesco (pela regra de Hamilton). A hipótese da haplodiploidia afirma que o coeficiente de parentesco incomum de 3/4 entre irmãs haplodiploides completas é responsável pela frequência da evolução do comportamento eussocial nos himenópteros.
Os coeficientes de parentesco nos organismos haplodiploides são os seguintes.
| Sexo  | Filha | Filho | Mãe | Pai | Irmã completa | Irmão completo |
| ----- | ----- | ----- | --- | --- | ------------- | -------------- |
| Fêmea | 1/2   | 1/2   | 1/2 | 1/2 | 3/4           | 1/4            |
| Macho | 1     | N/A   | 1   | N/A | 1/2           | 1/2            |